# 帕莱拉克
帕莱拉克（法語：Palairac，法語發音：[palɛʁak] ⓘ）是法国奥德省的一个市镇，属于卡尔卡松区。

## 地理
帕莱拉克（42°57'26"N, 2°39'41"E）面积17.93 平方千米，位于法国奧克西塔尼大區奥德省，该省份为法国南部沿海省份，北起塔恩省，西北接上加龙省，西接阿列日省，南至东比利牛斯省，东临地中海，东北与埃罗省接壤。
与帕莱拉克接壤的市镇（或旧市镇、城区）包括：达沃让、费利讷泰尔默内斯、迈松、坎蒂扬、塔莱朗、蒂尚、泰尔默内斯红城。

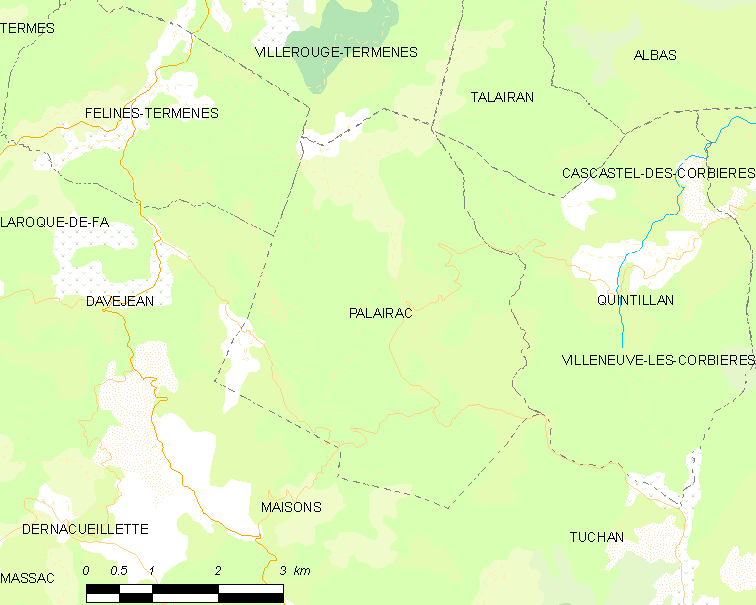
帕莱拉克的OSM定位图

帕莱拉克的时区为UTC+01:00、UTC+02:00（夏令时）。

## 行政
帕莱拉克的邮政编码为11330，INSEE市镇编码为11271。

## 政治
帕莱拉克所属的省级选区为莱科比耶尔县。

## 人口

1962-2008年间帕莱拉克人口变化图示

帕莱拉克于2022年1月1日时的人口数量为31人。